# Le Roc-Saint-André
Le Roc-Saint-André foi uma comuna francesa na região administrativa da Bretanha, no departamento Morbihan. Estendia-se por uma área de 9,95 km². Em 2010 a comuna tinha 2 805 habitantes (densidade: 281,9 hab./km²).
Em 1 de janeiro de 2016, passou a formar parte da comuna de Val d'Oust.